# Epectaptera laudabilis
Epectaptera laudabilis là một loài bướm đêm thuộc phân họ Arctiinae, họ Erebidae.